# Ioan Doré Landau
Ioan Doré Landau, né le 1er juillet 1938 à Bucarest, est un scientifique français spécialiste de l'automatique.
Directeur de recherche émérite au CNRS, il a publié de nombreux ouvrages et articles marquants sur la théorie et les applications dans l'identification des systèmes, le contrôle adaptatif, le contrôle numérique robuste, les systèmes non linéaires, et bénéficie d'une reconnaissance internationale en ces domaines.
Il est notamment l'auteur de nombreux algorithmes dits de « Model Reference Approach » pour la commande adaptative et l'identification des systèmes.

## Biographie
Ioan Doré Landau obtient en 1959 un diplôme d’ingénieur en électronique de l’Institut polytechnique de Bucarest, formation qu’il complète en 1965 par un doctorat en génie électrique dans le même Institut et, en 1973, par un doctorat es sciences physiques auprès de l’Université Joseph-Fourier de Grenoble.
Après avoir occupé plusieurs emplois en R&D jusqu’en 1972 (Design Institute pour l’automatisation à Bucarest, Institut  d'Energétique de l’Académie Roumaine (Groupe de Vasile M. Popov (en)), Alsthom, NASA-Ames Research Center…), il devient professeur associé à l’Institut Polytechnique de Grenoble (de 1973 à 1976), puis entre au CNRS où il accède, en 1983, au poste de directeur de recherche.
De 1987 à 1990, il assure parallèlement la direction du Laboratoire d’Automatique de Grenoble (LAG).
Il est l’un des fondateurs et le premier président (de 1991 à 1993) de l’European Union Control Association (EUCA).
De 1994 à 2002, il a été rédacteur en chef de l'European Journal of Control (publication de l'EUCA).

## Travaux
Dès 1968, I.D. Landau est lauréat de la grande médaille d’or à l’Exposition des inventions de Vienne (Autriche) pour son brevet sur le contrôle de fréquence variable des moteurs asynchrones. Il a déposé, depuis, d’autres brevets internationaux,.
En qualité de directeur de recherche au CNRS, il a lancé et dirigé plusieurs programmes de recherche nationaux sur les Outils et modèles mathématiques pour l’automatique, l'Analyse de systèmes et le traitement du signal (1979-1982), les Systèmes adaptatifs en automatique et traitement du signal (1984-1988) et l’Automatique (1988-1996).
Durant sa carrière, il a conduit plus de 40 thèses de doctorat, en France comme en collaboration avec diverses universités de par le monde, et a participé à de nombreuses conférences internationales, dont il a, pour plusieurs, assuré la présidence. Il a notamment présidé, en 1991, à Grenoble, le comité d’organisation de la 1re Conférence Européenne d’Automatique.
En juin 1998, le CNRS a organisé en son honneur un colloque international intitulé « Perspectives en contrôle - Théorie et applications ».

## Publications
Ioan Doré Landau est l'auteur ou le co-auteur de plus de 400 publications scientifiques dans le domaine de l’automatique.

### Ouvrages principaux
- (en) Ioan Doré Landau, Adaptive Control : The Model Reference Approach, New York, Dekker (1re éd. 1979), 432 p. (ISBN 978-0824765484, présentation en ligne)[7].

- Ioan Doré Landau et Masayoshi Tomizuka (édité en japonais), Adaptive Control, Theory and Practice, Tokyo, Ohm Shia, 1981.

- (en) Ioan Doré Landau, Masayoshi Tomizuka et David M. Auslander (Proceedings of the IFAC Workshop, San Francisco, USA, 20-22 June 1983 (Ifac Symposia Series), (1st Edition)), Adaptive Systems in Control and Signal Processing (eBook), Elsevier, 2014 (ISBN 978-1-4831-9065-5, présentation en ligne).

- Ioan Doré Landau, Identification et Commandes des Systèmes, Paris, Hermes Science Publications, 1993, 2e éd., 535 p. (ISBN 978-2-86601-365-3, présentation en ligne) ; Paru aussi en anglais et en roumain : (en) System identification and control design using P.I.M plus software (français), Prentice Hall PTR, 1989 (ISBN 978-0-13-880782-5) ; (ro) Identificarea si comanda sistemelor, Bucarest, Editura Tehnica, 1997, 323 p. (présentation en ligne).

- Ioan-D Landau, Identification des systèmes, Paris, Hermès, coll. « Série Automatique », 1998, 122 p. (ISBN 978-2-86601-683-8, présentation en ligne).

- Ioan D. Landau (dir.) et Alina Besançon-Voda, Identification des systèmes, Paris, Hermès Science Publications, coll. « Systèmes automatisés », 2001, 384 p. (ISBN 978-2-7462-0220-7, présentation en ligne).

- Ioan Doré Landau, Commande des systèmes : conception, identification et mise en œuvre, Paris, Hermès - Lavoisier, coll. « Hermes Science Publications », 2002, 557 p. (ISBN 978-2-7462-0478-2, présentation en ligne).

- (en) Ioan Doré Landau et Gianluca Zito, Commande des Systèmes, Londres, Springer-Verlag, 2006 (présentation en ligne).

- (en) Ioan Doré Landau, Rogelio Lozano, Mohamed M'Saad et Alireza Karimi, Adaptive Control : Algorithms, Analysis and Applications, Londres, Springer, 2011 (réimpr. 2013), 2e éd., 590 p. (ISBN 978-0-85729-664-1 et 978-1-4471-2663-8, présentation en ligne).

- (en) Ioan Doré Landau, Tudor-Bogdan Airimitoaie, Abraham Castellanos-Silva et Aurelian Constantinescu, Adaptive  and  Robust Active Vibration Control : Methodology and Tests, Springer-Verlag, 2017 (ISBN 978-3-319-41449-2, présentation en ligne).

## Prix et distinctions
- 1968 : médaille d’or à l’Exposition internationale des inventions à Vienne (Autriche)[2].
- 1981-84 : Best Review Paper Award de l'American Society of Mechanical Engineers (ASME), pour son article sur le contrôle adaptatif publié dans le Journal of Dynamical Systems Measurement and Control[8].
- 1982 : médaille d’argent du CNRS.
- 1991 : prix Michel-Monpetit de l’Académie des sciences[9].
- 1992 : il est distingué « Russel Severance Springer Professor » de l’université de Californie, département de mécanique Ingénierie, Berkeley.
- 2000 : médaille Rufus Oldenburger (en) de l’American Society of Mechanical Engineers (ASME)[10].
- 2001-2003 : « Conférencier émérite (Distinguished lecturer) » de l’IEEE Control Systems Society (en)[8].
- 2003 : doctorat honoris causa de la Faculté des Sciences de l'Université Catholique de Louvain la Neuve ( Belgique)[8].
- 2007 : IFAC Fellow[11].
- 2009 : Life Achievement Award de la Mediterranean Control Association (MCA)[8].
- 2014 : Certificate of Recognition for Contributions to European Control Conference and European Control Association[12].
- 2014 : prix Robert-Houdin[13].
- 2017 : doctorat honoris causa de l'université polytechnique de Bucarest ( Roumanie, 2017) [8],[14].